# Planigale maculata

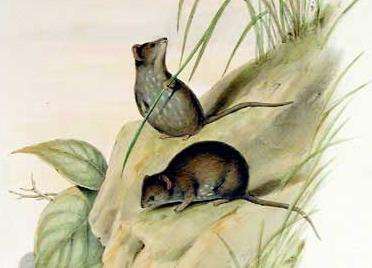
Planigale maculata

El planigale común (Planigale maculata) es una especie de marsupial dasiuromorfo de la familia Dasyuridae nativa de Australia.
Como todos los ratones marsupiales, es carnívoro y ocupa nichos similares a los ocupados por animales insectívoros de otras partes del mundo. Se alimenta principalmente de insectos y otros artrópodos, aunque en ocasiones puede comerse otros animales pequeños, como lagartijas o aves.